# Dino Meira
Armandino Marques Meira (11 de Setembro de 1940 - 11 de Novembro de 1993), conhecido como Dino Meira, foi um cantor popular português. 

## Biografia
Dino Meira nasceu em Espinho. Partiu com a família em direcção ao Brasil onde viveu com o seu tio. Em 1968 gravou uma versão de "Kubatokuê Mulata", canção que o Duo Ouro Negro apresentou no II Festival Internacional da Canção Popular do Rio de Janeiro. No Brasil gravou outros temas como "Amor O.K.", "Arrebita" (adaptação de Roberto Leal), "Perseguição" ou "Desfolhada Portuguesa".
A música de Dino Meira encontrou uma maior procura no mercado Norte-Americano, entre os emigrantes radicados nesse país. Chegou mesmo a apresentar um programa de televisão transmitido para a comunidade lusófona.
Chega a participar no filme "Crime In Newark" e lança vários discos através da Henda Records, editora fundada por Henrique Galvão e Daniel Stevens.
É editado o disco "Obrigado América do Norte" de homenagem a quem ajudou o povo açoriano.
Assina com os escritórios portugueses da editora Polygram. Dino Meira começou a singrar no mercado discográfico nacional com êxitos como "Negro Destino" e "Zum Zum Zum", editados pela editora em 1981.
Em 1982 é editado o álbum "Grandes Êxitos de Dino Meira" com temas como "Zum Zum Zum", "A Minha Vida Não É Um Deserto", "Margarida Margarida" e "Negro Destino".
Repete o sucesso com o single "Adeus Paris Até Lisboa". Grava uma versão de "Macumba" de Jean Pierre Mader: "Mentira, mentira". Sucedem-se os êxitos.
Em 1990 obtém grande sucesso com "O Homem Vestido de Branco". Em 1991 lança o álbum "Amanhecer Junto A Ti" em que se destacaram os temas "Adoro O Norte" e "Mariana".
Em 1992 edita o álbum "Uma Vez Na Vida" que inclui os temas "Uma Vez Na Vida, Uma Vez Na Vida", "Juli Juli Julia", "Viver Viver Amar Amar", "Pensa Em Mim", "Não Quero Mais Pensar Em Ti", "Meu Querido Mês de Agosto", "Volta Que Eu Te Espero", "A Vida Também castiga", "Foi Porque Foi" e "Oh Michelle".
Ainda em 1992 é editada a compilação "Temas de ouro da música portuguesa: vol. 1" com temas como "Zum Zum Zum", "Negro Destino", "Adeus paris Até Lisboa" ou "Viva Emigrante Viva". Ainda foi editada uma segunda compilação com temas como "O Homem Vestido de Branco", "Ela É Sincera", Adoro O Norte", "Helena" e "Mentira, Mentira".
Muda para a editora Sony Music onde lança o álbum "Voltei", no início do Verão de 1993. O êxito do registo confirmou-se e o artista recebeu o disco de ouro (vendas de 40 mil unidades).
Dino Meira faleceu no dia 11 de Novembro de 1993 vítima de um enfarte do miocárdio.  O cantor preparava-se para partir em direção ao Brasil.

## Discografia
Entre a sua discografia encontram-se: 
- Dino Meira (FJI) FJI 685
- Dino Meira (Caravela)
- Obrigado América do Norte (Henda, 1980)
- Eu devia chorar (Henda,1980)
- Saudades - Verão 1986 (1986)
- Primeiro Amor (1989)
- Amanhecer Junto a Ti (Philipps, 1991)
- Saudades de ti (Philips, 1991)
- Uma Vez Na Vida (Polygram, 1992)
- Voltei (Sony, 1993)

### Compilações
- Grandes Êxitos de Dino Meira (Philipps, 1982)
- Êxitos de Verão (1984)
- Sucessos Populares (1987)
- Minha Mãe Açoriana (Edisco, 1990)
- Série Espacial Preco Popular (Polygram,1990)
- O homem vestido de Branco (Polygram,1991)
- Temas de ouro da música portuguesa: vol. 1 (Polygram, 1992)
- Temas de ouro da música portuguesa: vol. 2 (Polygram, 1992)
- Os Maiores Sucessos (1993)
- O melhor de Dino Meira - Coração Português (Phillips, 1999)
- A arte e a música (Universal, 2004)
- 20 Grandes Êxitos (Farol, 2008)

### Ao Vivo
- Newark tem
- Na California

### Singles e Eps
- Suplicio  (EP, Brasília, 1965)
- Pra Não Lembrar Nosso Amor (Single, Polydor, 1968)
- O Errante  (Estúdio/Mundusom) SIN212
- Já Pedi Sua Volta a Deus / Amor O.K.  (Single, Beverly, 1970) BCS-068
- Arrebita / [Desfolhada Portuguesa]  (Single, Beverly, 1971) BCS-105
- [Tiro Liro Liro] / Ascensão e Queda de Um Homem de Barro (Single, Beverly, 1972) BCS-168
- Perseguição  (Ep, Beverly, 1972)
- Hino do emigrante (1977)
- É Sempre Assim (EP, Estúdio) EEP 50249
- As Tábuas De Moisés (EP, Estúdio) EEP 50249
- Açores - 20 Para as 4 / Caminhemos (Ofir) MS 925
- Minha Mãe Açoriana / Meu Bem Meu Amor (Ofir) MS 926
- Açores - 20 Para as 4  (Furtado Imports)FJI -612
- Minha Mãe Açoriana  (Furtado Imports) FJI-614
- Estou Tão Triste / É Noite Eu Não Durmo (IEFE) 005
- Negro Destino / Falavas de Amor (Polygram, 1981) 6031177
- Zum Zum Zum / Vinte Séculos  (Polygram, 1981) 6031189
- A Minha Vida Não É Um Deserto / Margarida Margarida (Polygram, 1982) 6031213
- Já comprei uma casa em Portugal/Agora Outro Ocupa O Meu Lugar (Polygram, 1982) 6031217
- Adeus Paris Até Lisboa / Nas Estradas A Guiar (Polygram, 1984) 8123897
- Chegou A Hora de Esquecer / O Amor não é Uma Festa (Polygram, 1984) 8800047
- Viva Emigrante Viva / Nunca Te Menti (Polygram, 1984) 8801847
- Mentira, Mentira / Cantigas de Portugal (Polygram, 1985) 8809997
- Saudades, saudades / O Amor É Um Bichinho (Polygram, 1985) 8840387
- Bonjour Monsieur Bonjour / Voltarás Neste Verão (Polygram, 1987) 8887587
- Cantinho a beira mar / Quando Se Ama Para Valer (Polygram, 1988) 8705047
- Homem Vestido de Branco (Polygram, 1990) 8784627
- Voltei, voltei / Não nego (sony, 1993) 1854
- Melodia de Maio (sony, 1993) 1855

## Curiosidades
Em 1979 participa em "Antologia da Seresta" de Jair Rodrigues.
Tony Carreira dedicou um dos seus primeiros discos ao amigo Dino Meira. Curiosamente é o disco que marcou o arranque para a sua carreira de grande sucesso.
A personagem Nelo (Herman José) fez uma bricandeira quando recitou Dino Meira num dos videos do programa Herman Sic.
José Reza gravou uma versão de "Meu Querido Mês de Agosto", em 2000, da qual é um dos autores.
Em 2007, Eduardo Sant'ana adaptou "Poron Poron foi o nosso amor".
Miguel Gomes obteve um grande sucesso com o filme "Aquele Querido Mês de Agosto" onde retrata a vida de alguns cantores populares.
Na antologia de Fernando Correia Marques são incluídos alguns dos temas que escreveu com Dino Meira.
Tema Saudade · Agrupamento Musical Diapasão criaram este tema em homenagem a Dino Meira